# Jerzy Radziwiłł (1556-1600)
Jerzy Radziwiłł, in bielorusso Юры Радзівіл?, in lituano Jurgis Radvila (Łukiszki, 31 maggio 1556 – Roma, 21 gennaio 1600), è stato un cardinale e vescovo polacco-lituano, un principe del Sacro Romano Impero, duca di Siewierz, politico polacco e grande fautore della Controriforma cattolica.
Membro della famiglia Radziwiłł, appartenente alla szlachta polacca, era figlio di Mikołaj Czarny Radziwiłł e di Elżbieta Szydłowiecka.

## Biografia
Educato nella fede calvinista, Radziwiłł studiò all'Università di Lipsia. Nel 1572 si convertì al cattolicesimo e iniziò a stringere rapporti con la Compagnia di Gesù. Studiò nei collegi gesuita di Poznań, Vilnius e Roma. Sebbene venisse ordinato sacerdote ed elevato al cardinalato solo nel 1583, Radziwiłł iniziò il suo incarico quale vescovo di Vilnius già nel 1579. Fondò il seminario di Vilnius e si adoperò per far ottenere lo status di università al collegio gesuita della città. Nel 1591 divenne vescovo di Cracovia.
Radziwiłł prese anche parte alla vita politica: amministrò il Ducato di Livonia dal 1582 al 1585, partecipò all'elezione del re Sigismondo III Vasa e ne divenne un fidato consigliere, appoggiò il terzo Statuto della Lituania (1588) e l'Unione di Brest (1596). Giunto a Roma in occasione del giubileo del 1600, cadde inaspettatamente ammalato e morì il 21 gennaio all'età di 43 anni: il giorno prima del decesso era stato visitato da papa Clemente VIII. Venne sepolto nella Chiesa del Gesù.

## Conclavi
Durante il suo periodo di cardinalato, Jerzy Radziwiłł partecipò ai conclavi:
- conclave del 1591, che elesse papa Innocenzo IX
- conclave del 1592, che elesse papa Clemente VIII

Non prese parte invece ai conclavi del 1585, che elesse papa Sisto V, del settembre 1590, che elesse papa Urbano VII e a quello del ottobre-dicembre 1590, che elesse papa Gregorio XIV.

## Genealogia episcopale
La genealogia episcopale è:
- Cardinale Alberto Bolognetti
- Cardinale Jerzy Radziwiłł